# اکسیتر (میزوری)
اکسیتر (به انگلیسی: Exeter) یک شهر در ایالات متحده آمریکا است که در شهرستان بری، میزوری واقع شده‌است. اکسیتر ۲٫۰۵ کیلومتر مربع مساحت و ۷۷۲ نفر جمعیت دارد و ۴۷۴ متر بالاتر از سطح دریا واقع شده‌است.